# Leszno Górne

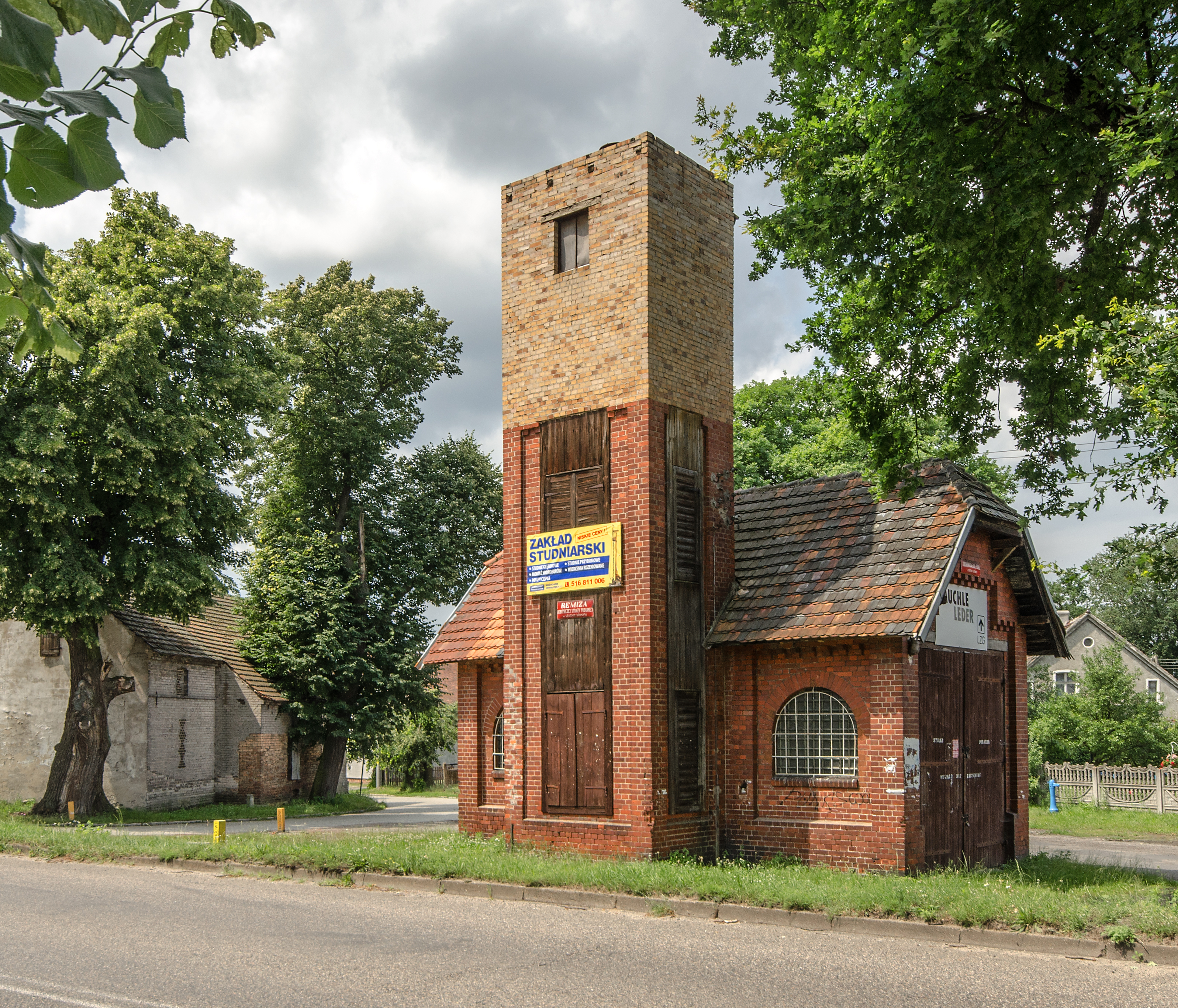
Remiza Ochotniczej Straży Pożarnej w Lesznie Górnym

Leszno Górne (niem. Ober Leschen) – wieś w Polsce położona w województwie lubuskim, w powiecie żagańskim, w gminie Szprotawa. Wieś leży w Borach Dolnośląskich nad Bobrem, przy drodze wojewódzkiej nr 297.
W latach 1945–1954 siedziba gminy Leszno Górne. W latach 1954–1972 wieś należała i była siedzibą władz gromady Leszno Górne. W latach 1975–1998 miejscowość administracyjnie należała do województwa zielonogórskiego.

## Historia
W dokumentach z 1240 zapisana jako Lesin, w 1540 kupiona przez radę miasta Szprotawy. Stary ośrodek hutnictwa żelaza, najstarsza kuźnica pracowała od ok. 1408. W 1776 wybudowano tu dwa wielkie piece, które rajcy szprotawscy sprzedali w 1884. W zabudowaniach huty powstała fabryka celulozy, a po 1945 Lubuskie Zakłady Garbarskie. W 1973 radzieccy saperzy wybudowali most na rzece Bóbr. We wsi działa Bank Spółdzielczy, znajduje się tu stacja kolejowa Leszno Górne oraz Szkoła Podstawowa im. Jana Brzechwy. W miejscowości miał swoją siedzibę klub piłkarski KS Garbarnia Leszno Górne.

## Zabytki
Do wojewódzkiego rejestru zabytków wpisany jest:
- budynek gospodarczy, z połowy XIX wieku

inne obiekty:
- kościół rzymskokatolicki należący do parafii Matki Bożej Królowej Polski,
- parafialna cerkiew prawosławna pod wezwaniem Narodzenia Przenajświętszej Bogurodzicy.
- na południe od wsi przebiegają Wały Śląskie, ziemne umocnienia graniczne wzniesione na tym odcinku w XIV/XV wieku pomiędzy księstwami głogowskim a jaworskim, na wniosek Muzeum Ziemi Szprotawskiej wpisane w 2008 roku do rejestru zabytków województwa lubuskiego pod nr L-84/C[7].